# Jethro Tull
Jethro Tull er et rockband dannet i Luton, England i 1967. Gruppens musik er kendetegnet ved frontmanden Ian Andersons særlige sangstil og unikke tværfløjtespil, samt de ofte meget komplekse sangkonstruktioner og -kompositioner. Selvom deres musik startede med eksperimenterende blues rock, har den bl.a. også indeholdt elementer fra den klassiske keltiske folkemusik og fra kunstrock.
Gruppen fik et mindre gennembrud i 1967 med singlen Living in the Past. Og efter de første, meget bluespåvirkede album skiftede bandet stil i retning af progressiv, klassisk inspireret rock med udgivelsen Aqualung (1971), der indeholdt stærke budskaber om religion og samfundet. Året efter udkom albummet Thick as a Brick, som kun indeholder en sang. Herefter ændrede de igen stil til hard rock blandet med folk rock på albums som Songs from the Wood (1977) og Heavy Horses (1978). Jethro Tull har solgt ca. 60 million albums på verdensplan, iblandt disse 11 guld- og 5 platinalbums. Senere i karrieren blev musikken mindre rockpræget, fx på albums som Roots to Branches (1995) og J-Tull Dot Com (1999). Et album med nyt materiale blev udgivet i 2003, og bandet turnerede jævnligt indtil 2011.
Jethro Tull har gennem tiden haft skiftende besætninger, dog altid med Ian Anderson og fra 1969 til 2012 guitaristen Martin Barre. I april 2014 meddelte Ian Anderson at han ville koncentrere sig om sin solokarriere og at Jethro Tull var opløst. Det blev imidlertid gendannet i 2017 med et nyt set up, blandt andet uden Barre på guitar. I 2022 udgav bandet et nyt studiealbum, The Zealot Gene.
Blandt gruppens mest berømte numre er en udgave af Johann Sebastian Bachs "Bourrée i e-mol", som gruppen omskrev og udgav i 1969 under navnet "Bourrée".

## Navn
Inden Jethro Tull slog igennem, havde bandet problemer med at få genbestillinger på deres optrædener, og de måtte derfor ændre deres navn jævnligt for at forblive en del af Londons klubmiljø. Deres bandnavne kom ofte fra personalet hos deres bookingagenter, hvoraf en – der var historiekender – til sidst døbte dem Jethro Tull efter en bonde fra 1700-tallet der opfandt såmaskinen. Dette navn blev simpelthen hængende fordi de, første gang de brugte det, præsterede så god en optræden, at de blev inviteret af klubben til at komme igen.

## Optrædener i Danmark
Jethro Tull har optrådt adskillige gange i Danmark, herunder på Midtfynsfestivalen i 1986.
I 2008 bragte bandets 40-års-jubilæumstur bandet til Danmark, hvor de spillede i Amager Bio den 17. og 18. november, i Herning Kongrescenter den 19. november og på Værket i Randers den 20. november.
Besætningen bestod ved denne tur af:
- Ian Anderson – sang, fløjte, akustisk guitar, mandolin, mandocello, harmonika, bambusfløjte
- Martin Barre – guitarer
- David Goodier – bas
- James Duncan / Doane Perry – trommer
- John O'Hara – tangentinstrumenter

## Medlemmer

### Nuværende medlemmer
- Ian Anderson – vokal, fløjte, akustisk guitar, andre instrumenter (1967–2012, 2017–nu)
- David Goodier – bas (2007–2012, 2017–nu)
- John O'Hara – keyboards, harmonika, vokal (2007–2012, 2017–nu)
- Scott Hammond – trommer (2017–nu)
- Joe Parrish – elektrisk og akustisk guitar (2020–nu)

### Tidligere musikere
| - Mick Abrahams – guitar, vokal (1967–1968) - Clive Bunker – trommer, percussion (1967–1971) - Glenn Cornick – bas guitar (1967–1970) (died 2014) - Tony Iommi – guitar (1968) - Martin Barre – elektrisk og akustisk guitar, mandolin, lut, fløjte (1968–2012) - John Evan – keyboards (1970–1980) - Jeffrey Hammond – bas, vokal (1971–1975) - Barriemore Barlow – trommer, percussion (1971–1980) - John Glascock – bas, harmonier og baggrundsvokal (1975–1979) (død 1979) - Dee Palmer – keyboards (1977–1980; also worked with the band as an arranger between 1967 and 1976) - Dave Pegg – bas, mandolin, vokal (1979–1995) - Mark Craney – trommer (1980–1981) (died 2005) - Gerry Conway – trommer, percussion (1981–1982; studio – 1987–1988) - Peter-John Vettese – keyboards, vocoder (1982–1986; studio – 1989) - Doane Perry – trommer, percussion, vokal (1984–2012) - Maartin Allcock – keyboards, guitar, mandolin (1988–1991) (died 2018) - Andrew Giddings – keyboards, accordion, bas (1991–2007) - Jonathan Noyce – bas, percussion (1995–2007) - Florian Opahle – elektrisk og akustisk guitar (2017–2019) | - David O'List – guitar (1968) - Tony Williams– bas (1978) - Eddie Jobson – keyboards, violin (1980–1981, 1985) - Phil Collins – trommer (1982) - Paul Burgess – trommer (1983) - Don Airey – keyboards (1987) - Matt Pegg – bas (1991, 1994) - Scott Hunter – trommer (1991) - Dave Mattacks – trommer, keyboards (1992) - Mark Parnell – trommer (1994) - Steve Bailey – bas (1995) - Lucia Micarelli – violin (2005–2006) - Anna Phoebe – violin (2006–2007, 2009) - Ann Marie Calhoun – violin (2006–2007) - James Duncan Anderson – trommer (2007–2009) - Mark Mondesir – trommer (2009) - Unnur Birna Björnsdóttir – violin, vokal (2015–2017) |

## Diskografi
- This Was (1968)
- Stand Up (1969)
- Benefit (1970)
- Aqualung (1971)
- Thick as a Brick (1972)
- A Passion Play (1973)
- War Child (1974)
- Minstrel in the Gallery (1975)
- Too Old to Rock 'n' Roll: Too Young to Die! (1976)
- Songs from the Wood (1977)
- Heavy Horses (1978)
- Stormwatch (1979)
- A (1980)
- The Broadsword and the Beast (1982)
- Under Wraps (1984)
- Crest of a Knave (1987)
- Rock Island (1989)
- Catfish Rising (1991)
- Roots to Branches (1995)
- J-Tull Dot Com (1999)
- The Jethro Tull Christmas Album (2003)
- The Zealot Gene (2022)
- RökFlöte (2023)
- Curious Ruminant (2025)